# 後座作用

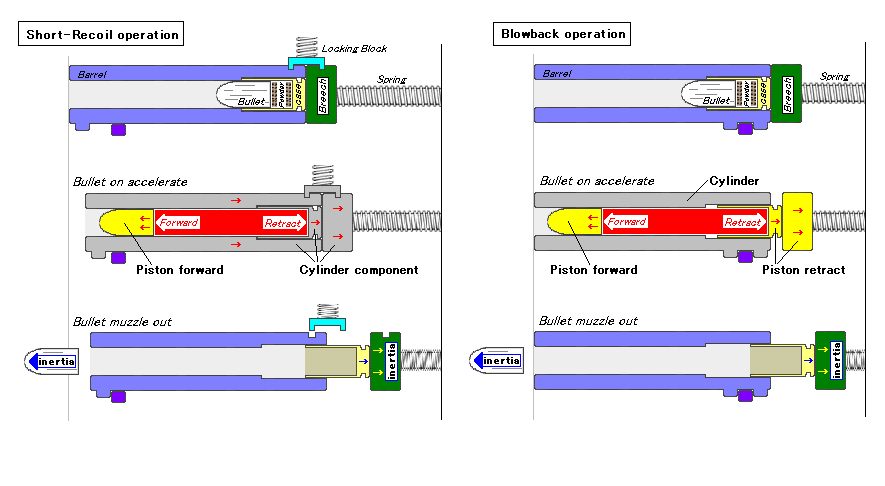
後座作用和反沖作用的差異

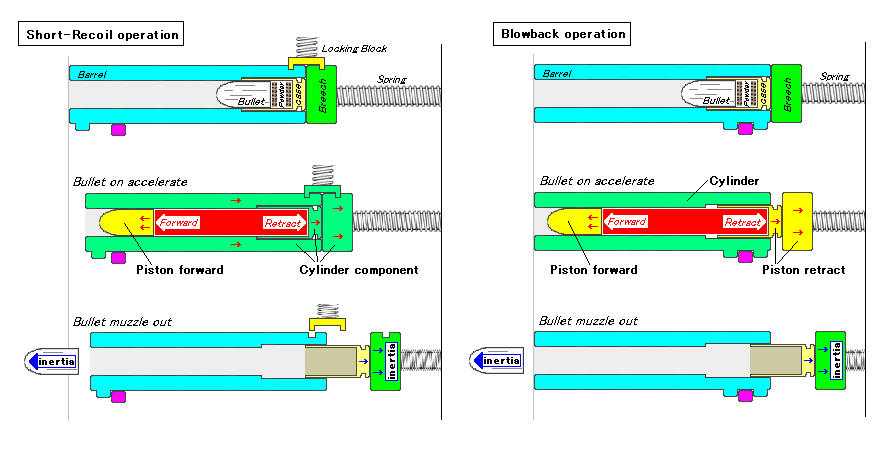
後座作用和反沖作用的差異

後座作用（recoil operation），有时也称枪管後座式，是三種主要的自動槍械运作方式之一，另两种分别为气动式枪机和反沖作用。

## 原理
使用後座作用的枪支，射击时枪管和枪机（枪栓）通过闭锁机构牢牢地固定在一起，子弹则位于枪管之中。子弹发射出去之後，枪管和枪机在後座力的作用共同向後制动一段距离，然后闭锁装置解锁，枪管和枪机分离，子弹的弹壳得以脱离。

### 槍管短行程後座作用
槍管和槍機的後座距離非常短，一般不超過子弹本身的長度。為了使弹壳退出，必须使槍機後退的速度超过槍管後退的速度，因此槍管短後座又可分为槍管（後退速度）延遲型和槍機（後退速度）加速型。

#### 槍管延遲型
世界上大多數半自動手槍，幾乎所有9毫米鲁格弹以及更大口徑的半自動手槍皆採用這種操作方式。子彈威力比9毫米鲁格弹小的小口徑半自動手槍，比如.380 ACP及更小口徑，一般採用反沖作用操作槍機。

##### 傾斜槍管設計

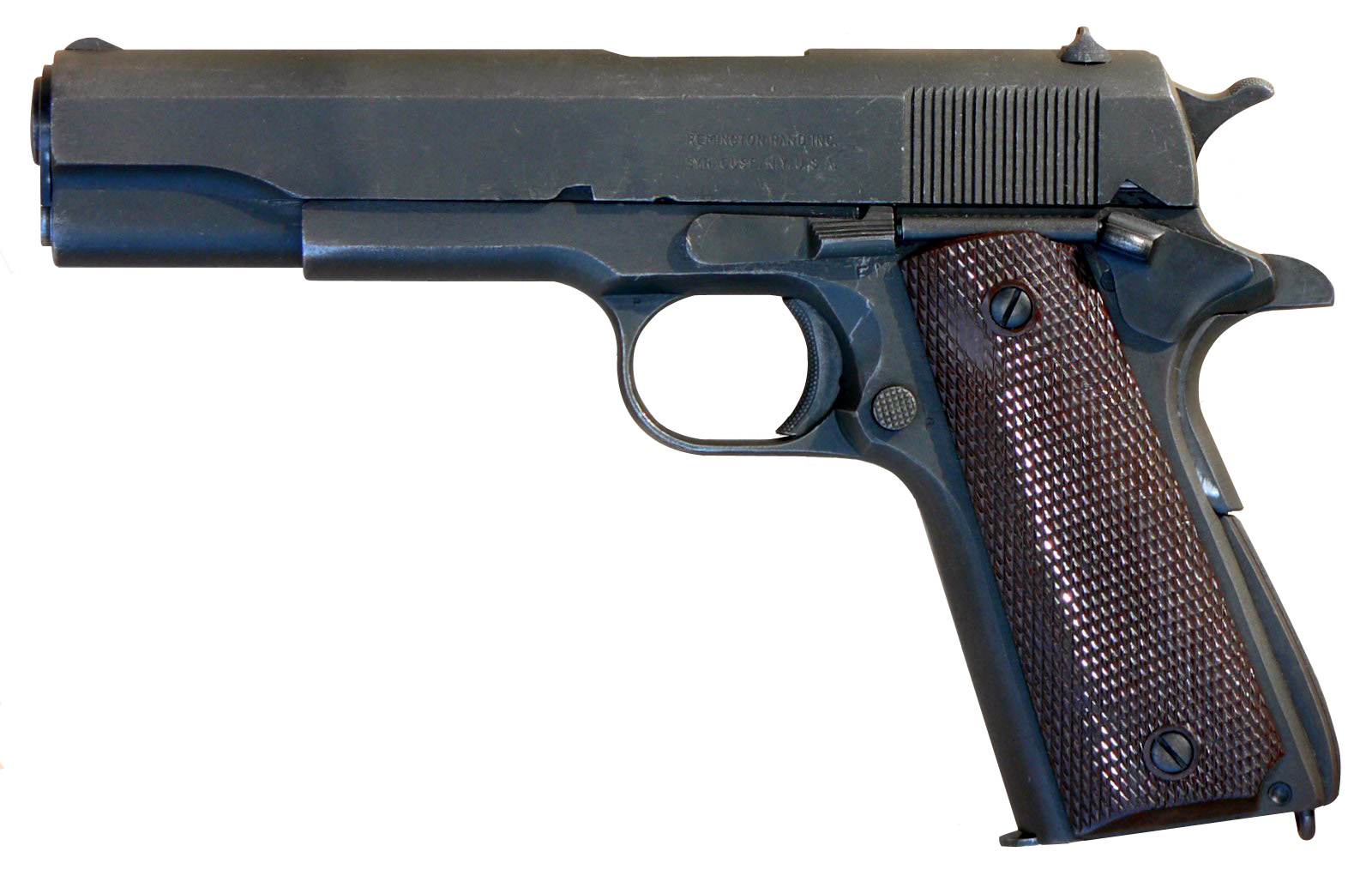
M1911 A1 .45手槍

約翰·白朗寧設計的M1911手槍即是極為成功的傾斜槍管設計。子彈內的發射藥的燃燒氣體將彈頭推出槍管，此時鎖在一起的槍管與套筒受後座力開始向後滑。彈頭射出後，槍管與套筒繼續一起向後滑一小段距離。然後槍管尾端以絞鏈為軸向下傾斜。此時套筒內的閉鎖凹槽與槍管尾端凸筋分離，不再鎖在一起，套筒繼續後退，拉壳钩抓住彈殼退出膛室，抛壳挺彈出彈殼，套筒後退到底。此時復進簧把套筒反彈向前。套筒帶動彈匣內下一顆子彈上膛，繼續向前，套筒內的閉鎖凹槽與槍管尾端凸筋對準，槍管尾端以絞鏈為軸向上擺動，槍管與套筒再度鎖在一起。套筒與槍管繼續向前滑一小段距離，槍管回復水平線。這種傾斜槍管設計至今仍然在.45口徑的手槍使用。

##### 無絞鏈傾斜槍管設計
白朗寧大威力半自動手槍上無絞鏈傾斜槍管設計是最常用在的9毫米口徑或近似口徑手槍上的槍管延遲型。

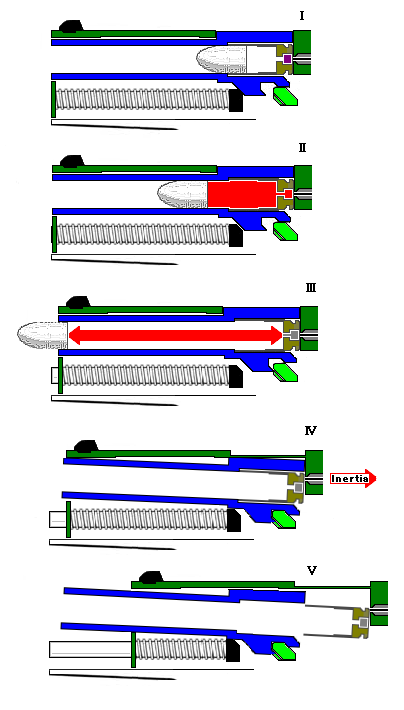
白朗寧大威力半自動手槍無絞鏈傾斜槍管示意圖

- 右圖（白朗寧大威力半自動手槍傾斜槍管示意圖）一顯示子彈上膛待發。
- 右圖二顯示子彈被擊發，在槍管中由發射藥的能量加速，套筒、槍機與槍管一同開始（相對於槍身與握把）壓縮復進簧後退。
- 右圖三顯示子彈即將離開槍管，套筒、槍機與槍管一同（相對於槍身與握把）壓縮復進簧後退。
- 右圖四顯示子彈已離開槍管，槍管被勾住傾斜停止後退，套筒、槍機一同開始與槍管分離，繼續壓縮復進簧後退。槍機開始解鎖。
- 右圖五顯示槍管被勾住傾斜停止後退，套筒、槍機與子彈殼繼續壓縮復進簧後退。槍機已解鎖，子彈殼可以退殼。

無絞鏈傾斜槍管例子：
- 白朗寧大威力半自動手槍
- SIG P220手槍
- CZ-75手槍
- 瓦爾特P99手槍
- 格洛克手槍
- FN FNP半自動手槍

##### 槍管直接後退
槍管使用後座力直接稍微後退開鎖，套筒繼續後退退殼，槍管不須傾斜。例如瓦爾特P38手槍、瓦爾特P5手槍、貝瑞塔92手槍、T75手槍等。

##### 槍管偏轉式
槍管偏轉式使用後座力將槍管旋轉開鎖，槍管不須傾斜。例子如貝瑞塔8000半自動手槍、9毫米92式手槍、龐大威力K100、格洛克46等等。

#### 槍機加速型
M2重机枪则属于槍機加速型，枪管经由槓杆原理将其部份後座推力转移槍機上，使其加速后退。

#### 槍口氣體助退
德國的MG42通用機槍，除了後座能量，也在槍口加一罩子利用部分發射藥氣體能量將槍管向後推。這可提供更高發射速率和更可靠運作。

### 槍管長行程後座作用
枪管和枪机一直後座到枪机匣尾部才进行解锁，多见于半自動霰彈槍與火炮。
白朗寧Auto-5是槍管長行程後座的一個好例子。但2011年白朗寧武器公司再推出的白朗寧Auto-5也以短行程後座作用將其取代。

## 外部連結
- Recoil operation （页面存档备份，存于）, Animations and explanations of (short) recoil operation principle at howstuffworks.com
- M2 Machine Gun Operation （页面存档备份，存于）